# Thái Nguyên (provincie)
Thái Nguyên este o provincie în Vietnam. Capitala prefecturii este orașul Thái Nguyên.

## Județ
- Thái Nguyên
- Sông Công
- Đại Từ
- Định Hóa
- Đồng Hỷ
- Phổ Yên
- Phú Bình
- Phú Lương
- Võ Nhai

1. ↑   https://www.gso.gov.vn/en/px-web/?pxid=E0201&theme=Population%20and%20Employment Lipsește sau este vid: |title= (ajutor)
2. ↑   https://mabuuchinh.vn/ Lipsește sau este vid: |title= (ajutor)
3. ↑   http://postcode.vn/ Lipsește sau este vid: |title= (ajutor)